# (34626) 2000 UN69
2000 UN69 (asteroide 34626) é um asteroide da cintura principal. Possui uma excentricidade de 0.03885940 e uma inclinação de 9.98327º.
Este asteroide foi descoberto no dia 25 de outubro de 2000 por LINEAR em Socorro.